# Mangora chicanna
Mangora chicanna Levi, 2005 è un ragno appartenente alla famiglia Araneidae.

## Etimologia
Il nome proprio della specie si riferisce alla località messicana dove sono stati reperiti gli esemplari: il sito archeologico maya Chicanná ruins

## Caratteristiche
L'olotipo femminile rinvenuto ha dimensioni: cefalotorace lungo 1,2mm, largo 0,8mm; opistosoma lungo 1,2mm.

## Distribuzione
La specie è stata reperita nel Messico orientale: nei pressi delle Chicanná ruins, 8 km ad ovest di Xpujil, nello stato di Campeche.

## Tassonomia
Al 2014 non sono note sottospecie e dal 2005 non sono stati esaminati nuovi esemplari.